# Szerecseny
Szerecseny is een plaats (község) en gemeente in het Hongaarse comitaat Győr-Moson-Sopron. Szerecseny telt 924 inwoners (2001).

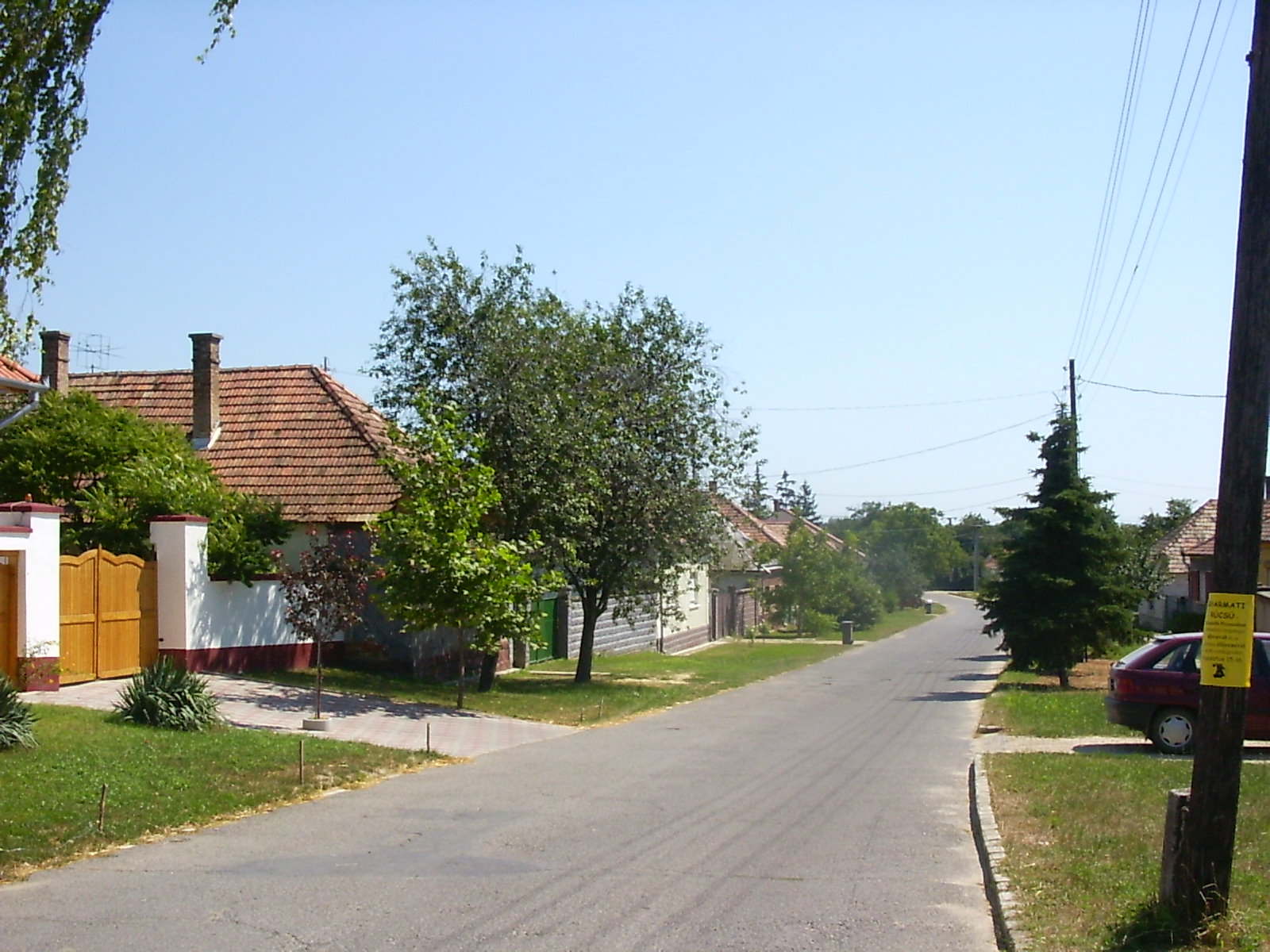
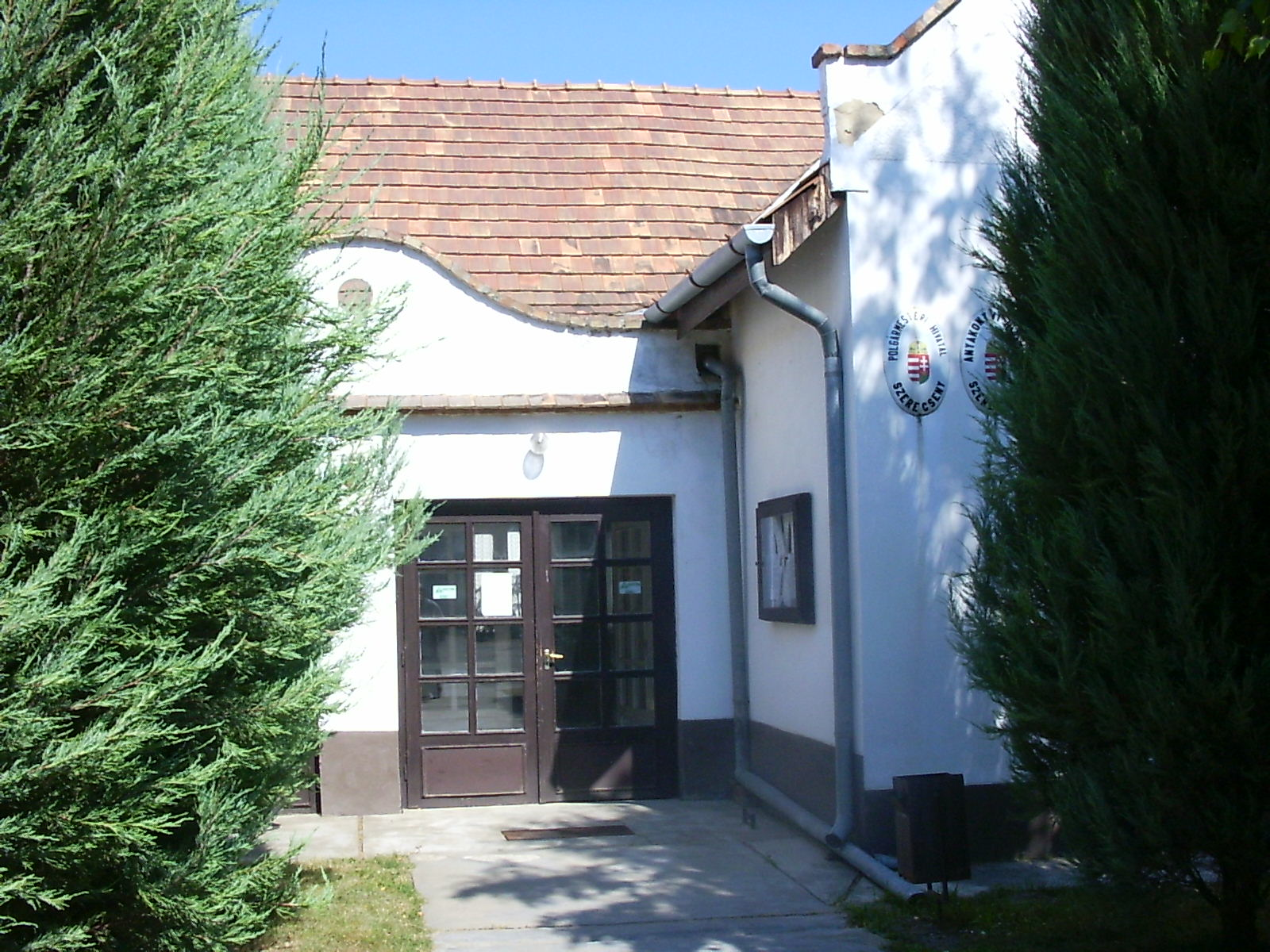
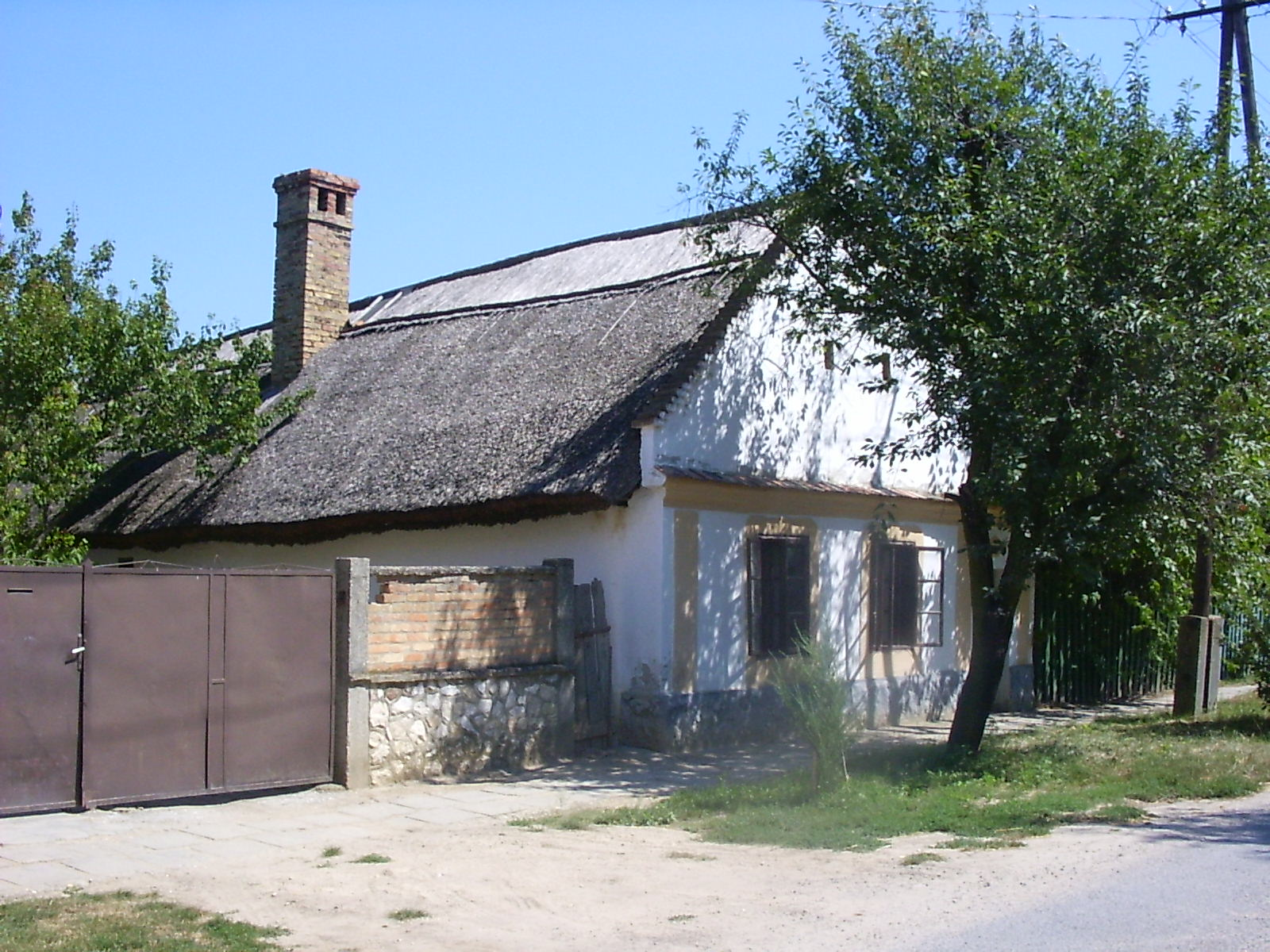